# Freianlage
Die Planung und Gestaltung von Freianlagen (häufig auch als Freiräume bezeichnet) obliegt in der Regel Landschaftsarchitekten, während die bauliche Ausführung meist von Landschaftsgärtnern übernommen wird. Zu den Freianlagen gehören gemäß der Objektliste Freianlagen in der Honorarordnung für Architekten und Ingenieure u. a. folgende Objekttypen:
- Parkanlagen
- Friedhöfe und Gedenkstätten
- Sportanlagen inkl. Ski- und Rodelhängen
- Hausgärten
- Spielplätze
- Schul- und Pausenhöfe
- Freibäder
- Golfplätze
- Campingplätze
- Flächen für den Arten- und Biotopschutz
- Naturnahe Gewässer- und Ufergestaltung
- Freilichtbühnen
- Grünzüge und -verbindungen

## Galerie

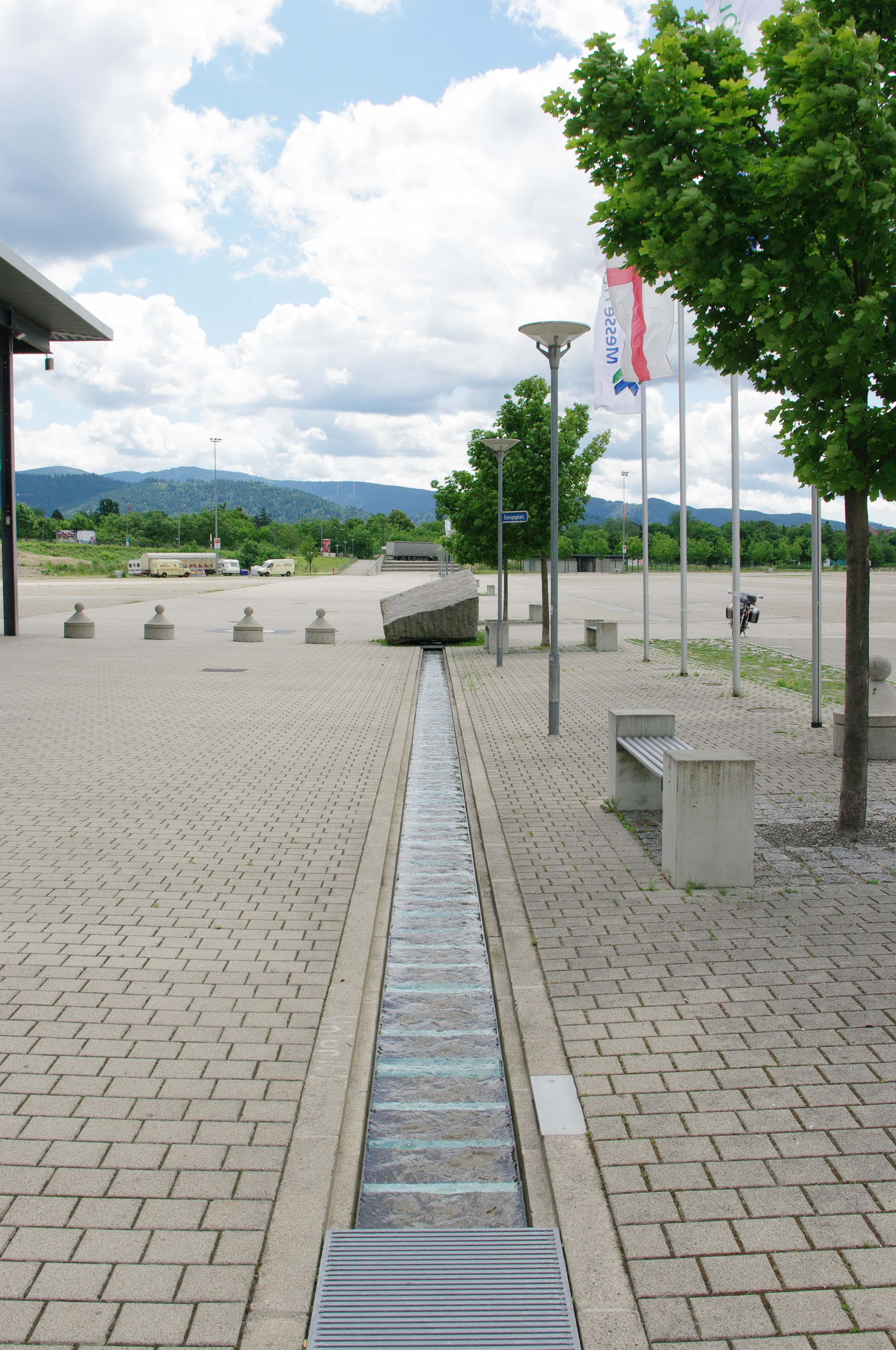
Freiburger Bächle
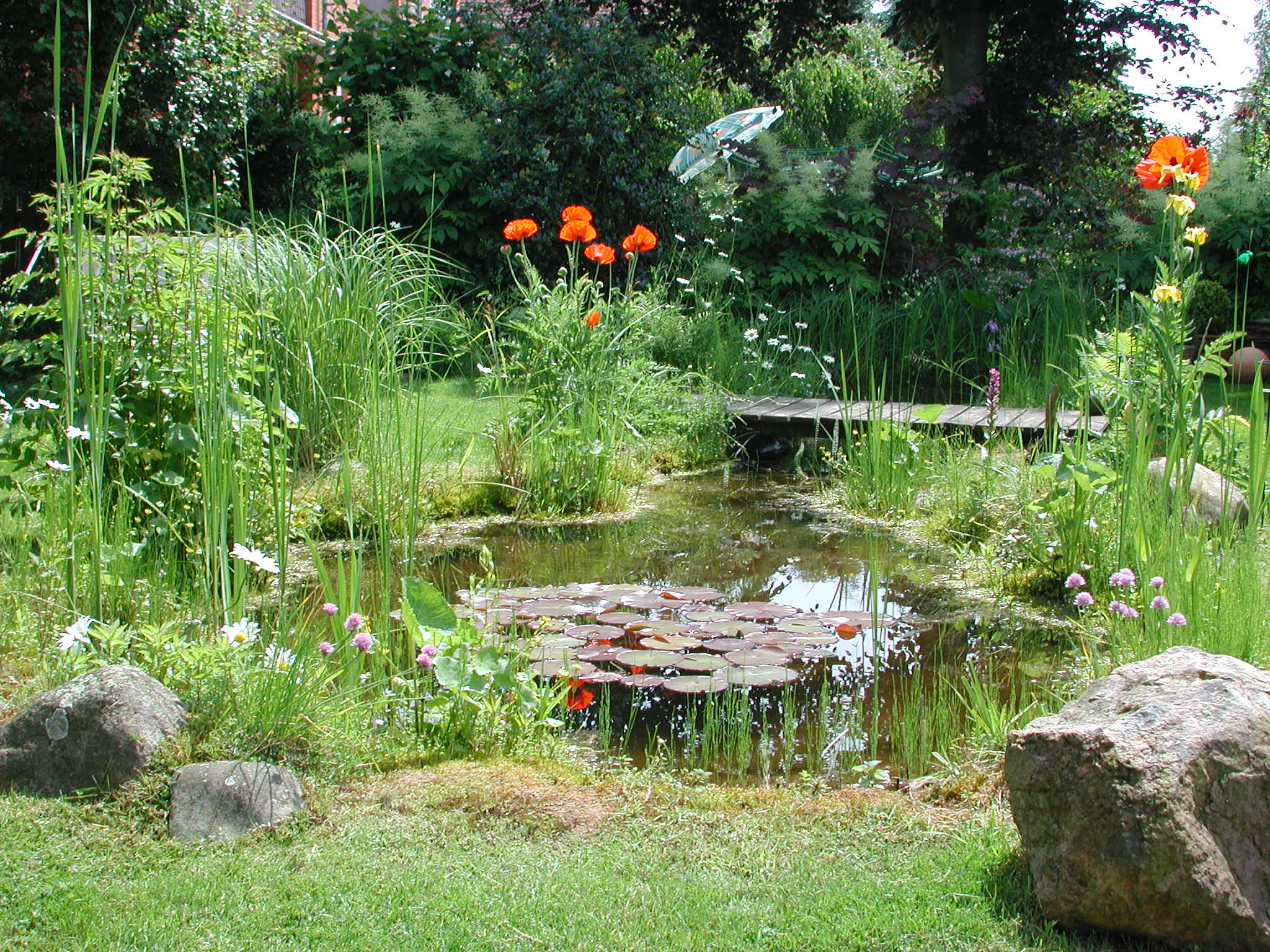
Teich ohne Damm
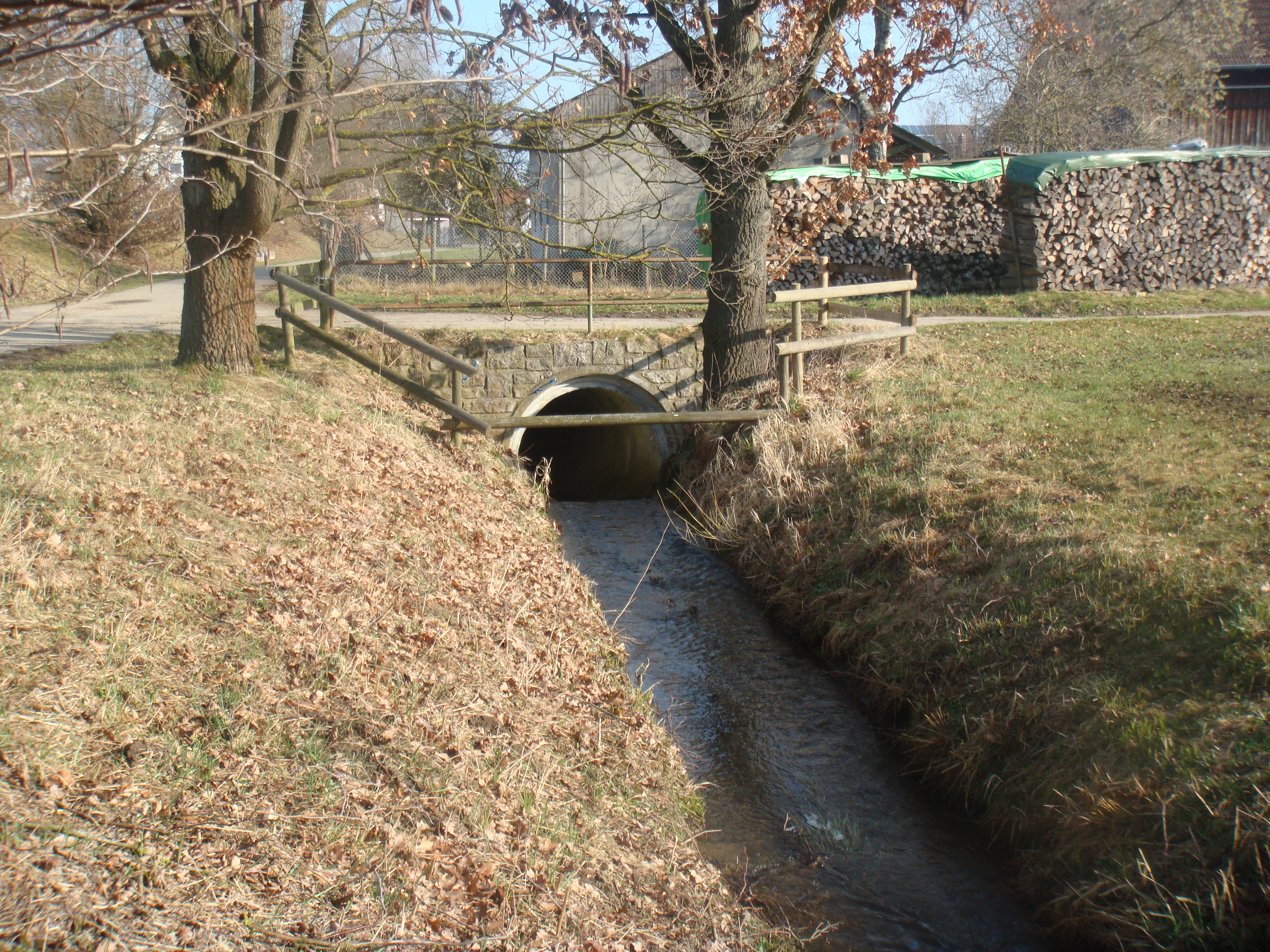
Durchlass
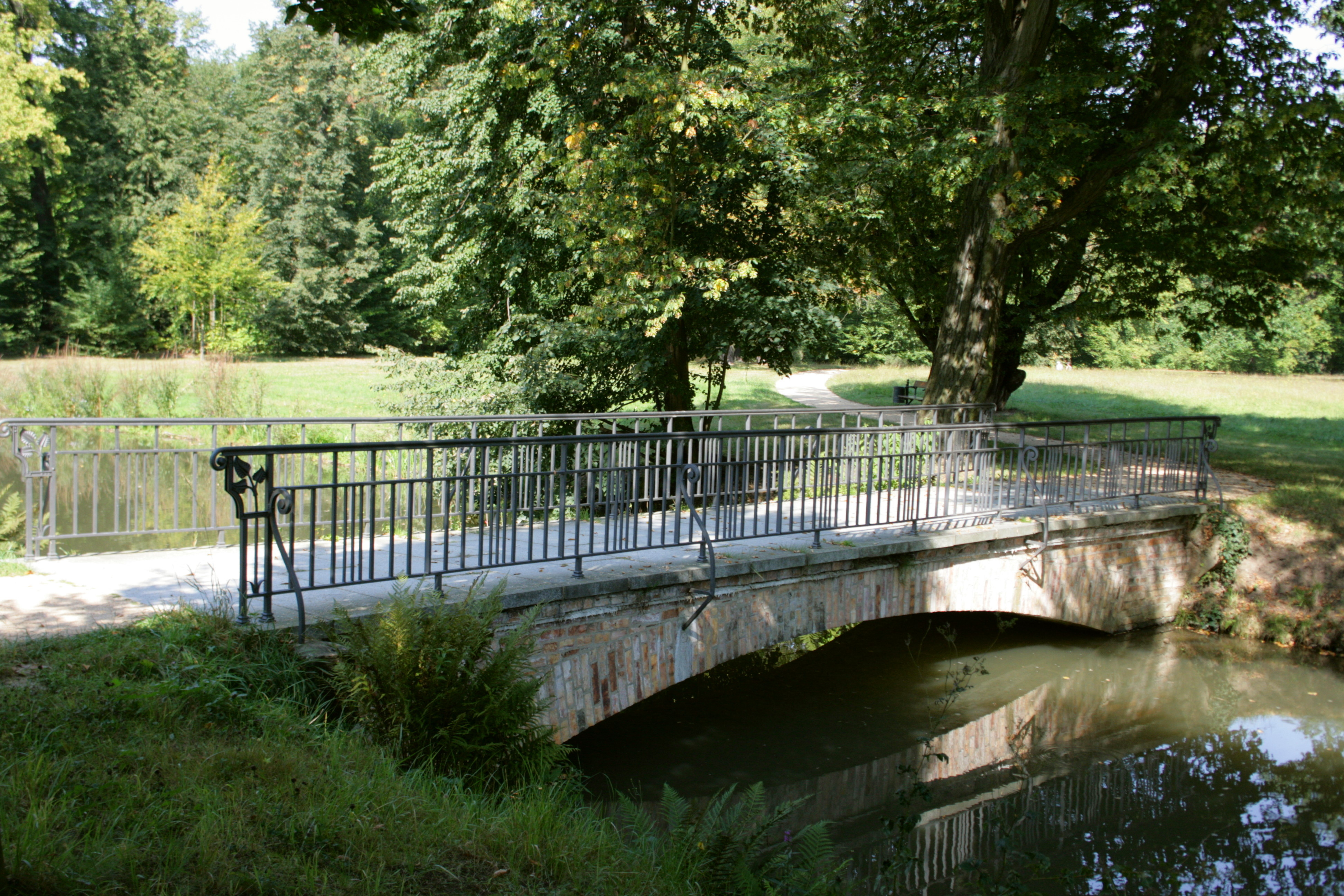
Brücke im Muskauer Park
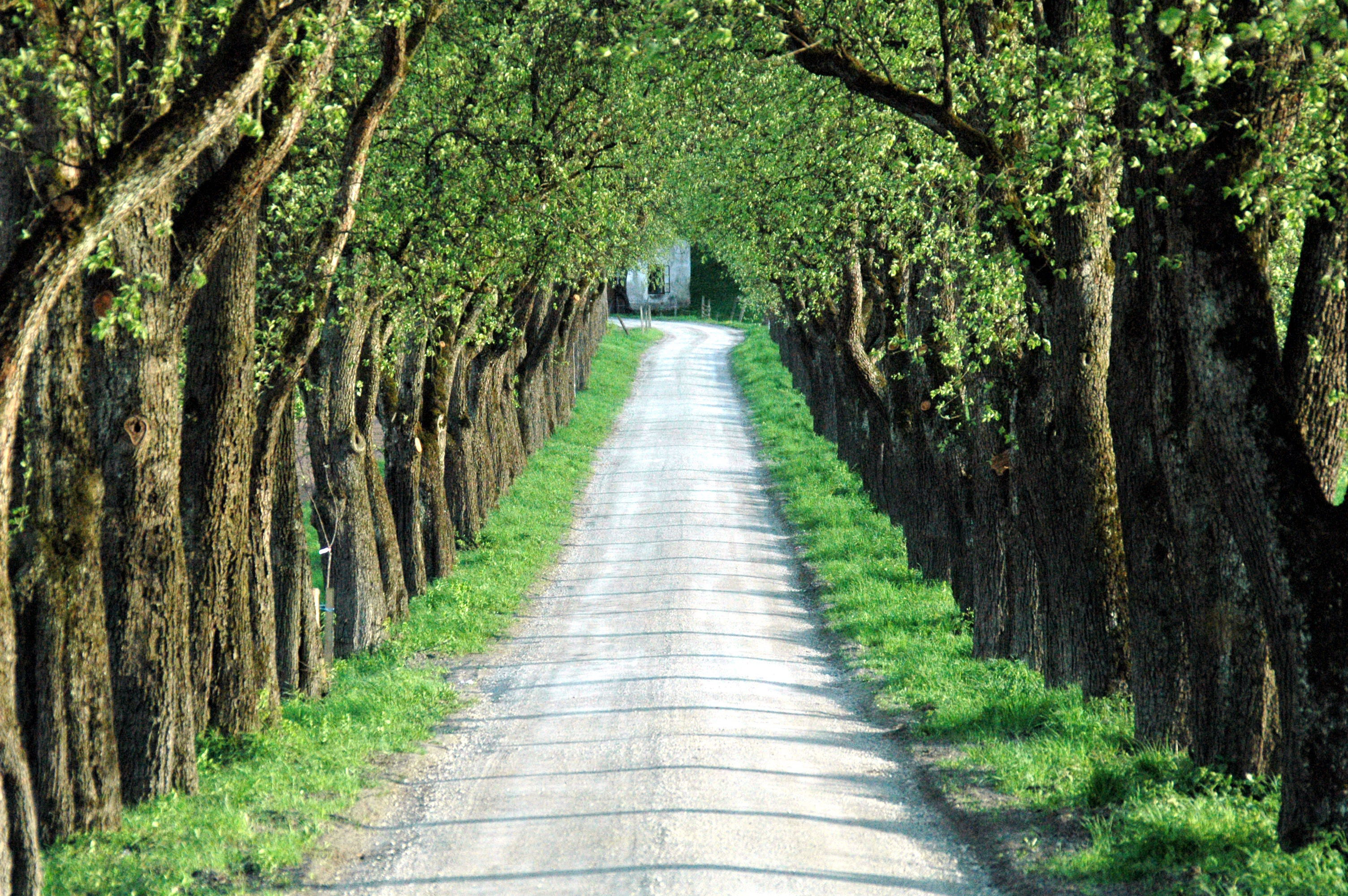
Allee in Sankt Georgen am Längsee